# Irena Pavelková
Irena Pavelková, född den 5 september 1974 i Mladá Boleslav, Tjeckoslovakien, är en tjeckisk kanotist.
Hon tog VM-guld i K-1 lag i slalom 2003 i Augsburg.